# Louis-Auguste Cyparis
 (octobre 2017).
Louis-Auguste Cyparis, né Ludger Sylbaris au Prêcheur en Martinique le 1er juin 1874, et mort au Panama en 1929, dit Sylbaris et Louis Sanson est, avec Léon Compère et Havivra Da Ifrile, l'un des trois survivants connus de l'éruption du 8 mai 1902 de la montagne Pelée en Martinique.

## Biographie

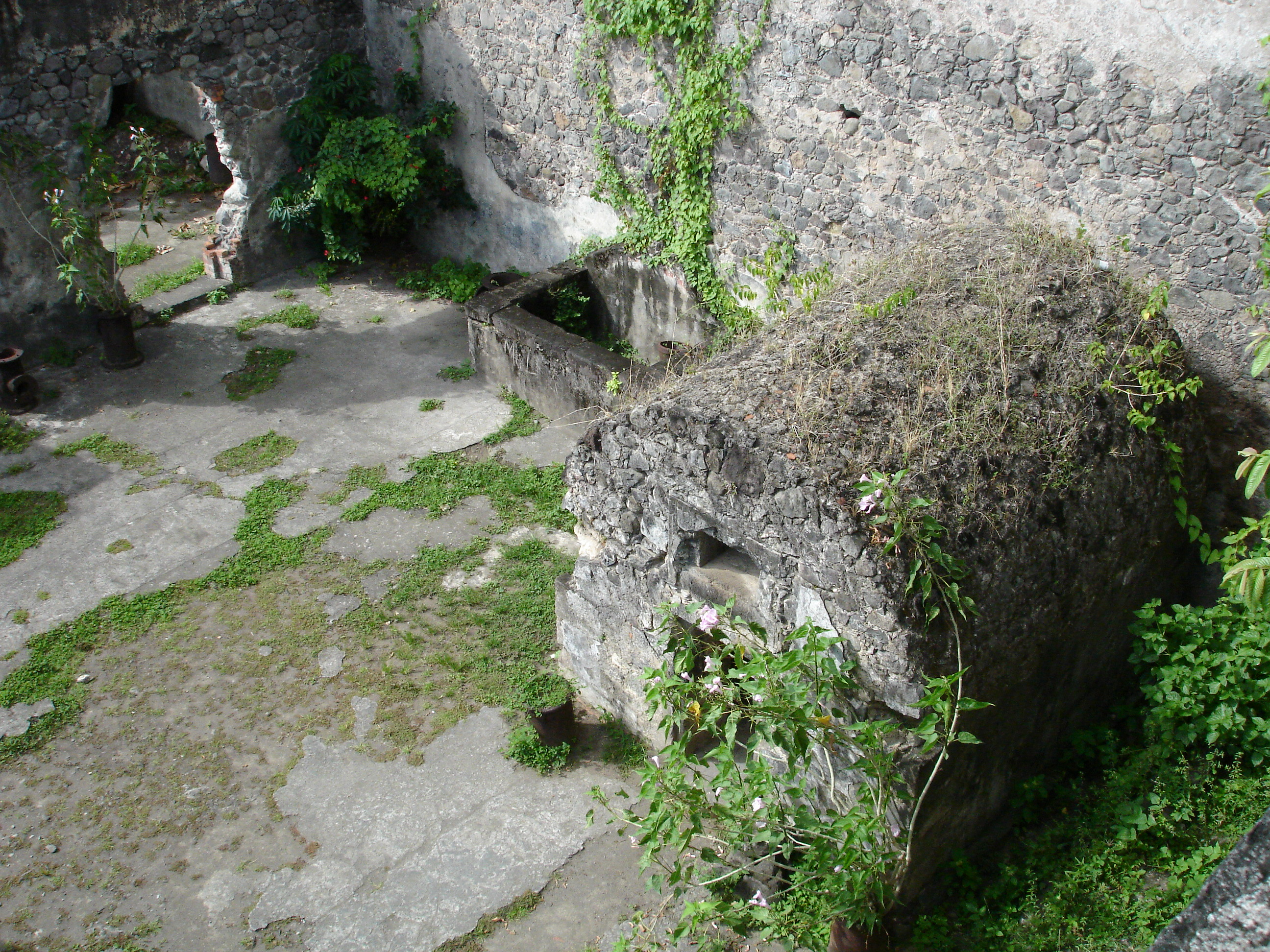
Le cachot de Cyparis à Saint-Pierre.

Cyparis travaille au Prêcheur comme marin et cultivateur. Condamné à un mois de rétention à la prison de Saint-Pierre pour une rixe d'ivrogne où il blesse un homme d'un coup de couteau, il s'échappe près du terme de sa peine et écope de huit jours au cachot. Protégé par les épais murs de celui-ci, il est secouru trois jours après l'éruption de la montagne Pelée, le 11 mai 1902, par des hommes du Morne-Rouge qui entendent ses plaintes. Souffrant de nombreuses brûlures, il est soigné à l'hôpital de Morne-Rouge où, comble de malchance, il subit le passage d'une seconde nuée ardente. Après son sauvetage, certains mettront en doute son histoire, jusqu'à ce que le président de la cour d'appel de Fort-de-France confirme son incarcération à la date de l'éruption.
Gracié, il est engagé par le cirque Barnum aux États-Unis où il exhibe ses brûlures et où on le présente faussement comme le seul rescapé de la catastrophe, sous le slogan « Le seul objet vivant qui survécut dans la cité silencieuse de la mort ! ». En effet, selon certaines sources, il y aurait eu au moins un second rescapé, Léon Compère, cordonnier, qui prit la fuite par la route de Fonds-Saint-Denis. D'autres sources citent également Havivra Da Ifrile qui aurait échappé à l'éruption in extremis sur la barque de son frère et qui aurait été recueillie en mer par le Suchet.
Cyparis meurt en 1929 à Panama, dans le plus grand dénuement, totalement oublié.

## Hommages
En 2014, le pianiste martiniquais Grégory Privat sort un album concept, Tales of Cyparis, sur le label Plus Loin Music, avec l'implication de Joby Bernabé et Gustav Karlström.